# Винкларж, Йозеф
Йозеф Винкларж (чеш. Josef Vinklář; 10 ноября 1930 или 14 ноября 1930, Подульши[…] — 18 сентября 2007[…], Прага[…]) — чехословацкий и чешский актёр театра и кино. Заслуженный артист Чехословакии (1987).

## Биография
Йозеф Винкларж родился 10 ноября 1930 года в чехословацком селе Подульши (сейчас в Чехии) в семье каменщика.
В документах Винкларжа стояла дата рождения 14 ноября: в 1946 году приходской священник выдал Йозефу и его брату Зденеку дубликаты свидетельств о рождении и перепутал дни и месяцы рождения: на самом деле Йозеф родился 10 ноября, а Зденек — 14 декабря.
Провёл детство в пражском районе Смихов.
Окончил городскую школу, в 1945 году — годичные учительские курсы. Параллельно начал актёрскую карьеру в детском ансамбле «Дисман» Чехословацкого радио в Праге.
В 1945 году был приглашённым актёром Театра сатиры и служил в нём в театральном сезоне 1945/46. В 1946—1948 годах играл в театре Восковца и Вериха, в 1948—1950 годах — в Восточночешском театре в Пардубице.
В августе 1950 года стал актёром пражского реалистического театра Зденека Неедлого.
В 1951—1953 годах проходил срочную армейскую службу, после чего вернулся в театр Неедлого, где продолжал работать до июля 1983 года.
В 1981 и 1983 годах также играл в качестве приглашённого актёра в пражском Национальном театре, куда перебрался в августе 1983 года на постоянной основе. Здесь он работал до конца жизни и исполнил около ста ролей, периодически участвуя в постановках в других театрах.
В 1993 году опубликовал автобиографическую книгу «Попытка найти кусочек правды» (Pokus a kus pravdy), впоследствии переизданную в 2004 и 2007 годах.
Заслуженный артист Чехословакии (1987). В 2000 году был удостоен премии Франтишека Филиповского за достижения в области кинодубляжа.
Был болельщиком пражского футбольного клуба «Славия». С 1983 года был председателем ассоциации друзей «Славии».
Умер 18 сентября 2007 года в больнице «На Гомольце» в Праге от рака лёгких. Похоронен на кладбище в чешской деревне Либунь Йичинского района Краловеградецкого края.

## Творчество
Среди театральных спектаклей, в которых участвовал Винкларж, — «Ромео и Джульетта» и «Король Лир» (главная роль) по Уильяму Шекспиру, «Идиот», «Братья Карамазовы» и «Бесы» по Фёдору Достоевскому, «Доходное место» по Александру Островскому, «Тартюф» по Мольеру, «Средство Макропулоса» по Карелу Чапеку, «Из жизни насекомых» по Джону Стейнбеку. Начав с лирических персонажей, он перешёл к характерным ролям, отличавшимся психологической сложностью, с взрывными, нервными характерами. Отличался умением передавать психологию и мышление героев с выразительными контрастами.
Первую роль в кино получил благодаря дружбе с дочерью режиссёра Зденека Штепанека Яной Штепанковой: в 1946 году сыграл нищего Мартинека в исторической комедии Штепанека и Отакара Вавры «Непослушный холостяк». После нескольких эпизодических ролей ему стали доверять персонажей как с положительными, так и с отрицательными чертами. Известен по роли доктора Цваха в телесериале «Больница на окраине города» и инспектора Йозефа Боуше в телесериале «Грешные люди города Праги». Кроме того, играл в сериалах «Тридцать случаев майора Земана», «Женщина за прилавком», «Мы все, обязательно посещающие школу», «Скорая помощь».
Начиная с 1990-х годов, стал получать меньше ролей в кино. Последним фильмом Винкларжа стала мелодрама «Лесные ходоки» (2003), в которой он исполнил роль следователя.
Также участвовал в радиоспектаклях, занимался дубляжом (в частности, озвучивал Жана Габена).

## Семья
Старший брат — Зденек Винкларж.
Первая жена — Яна Дитетова (1926—1991), чехословацкая актриса.
Сын — Якуб Винкларж (род. 1955), художник.
Вторая и третья жена — Иванка Девата (род. 1935), чехословацкая и чешская актриса и писательница.
Сын — Адам Винкларж.